# Paolo Rumiz

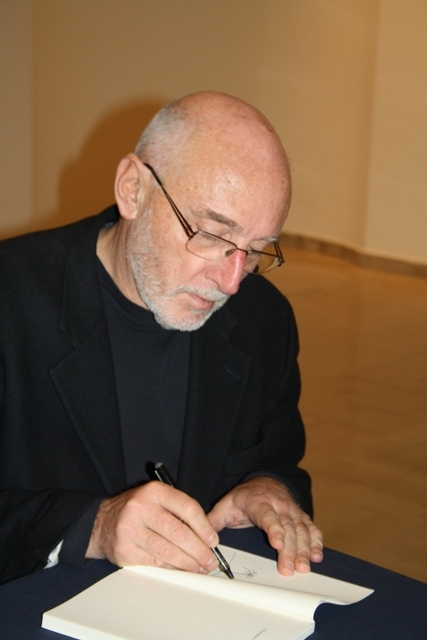
Paolo Rumiz (2011)

Paolo Rumiz (geboren 20. Dezember 1947 in Triest, Freies Territorium Triest) ist ein italienischer Journalist und Schriftsteller.

## Leben
Paolo Rumiz begann seine journalistische Laufbahn als Reporter des Il Piccolo in Triest und ging dann zur Zeitung La Repubblica. Er schrieb Reportagen über die politische Auflösung Jugoslawiens, den Fall des Kommunismus in Osteuropa und den Aufstieg des Populismus in diesen Gebieten. Ab November 2001 war er Korrespondent in Islamabad und in Kabul und erlebte den Afghanistan-Krieg.
Seit 1998 schreibt Rumiz Reisereportagen von seinen Rad- und Fußwanderungen in Europa. Er fuhr auch mit dem Ballon, reiste mit der Eisenbahn und durchquerte 2007 den Apennin mit einem Topolino. 2012 fuhr er mit Kanu, Motorkutter und Segelboot flussabwärts auf dem Po. Von seinen Reisen wurden auch Filme produziert. 2014 lebte er drei Monate auf einem Leuchtturm auf einer kleinen Mittelmeerinsel. 2015 machte er mit Freunden eine Fußwanderung auf der Via Appia von Rom nach Brindisi, die Reportage in der Repubblica veranlasste Kulturminister Dario Franceschini, Etatmittel für einen Weg für Laienpilger bereitzustellen.
Für La leggenda dei monti naviganti erhielt Rumiz 2007 den Premio Stresa.
Rumiz lebt in Triest. Er äußerte sich enttäuscht über den Ausgang der Parlamentswahlen in Italien 2022 und positionierte sich als Befürworter der politischen Linken.

„Das Problem ist weniger Meloni als die Substanzlosigkeit der anderen Parteien, vor allem der Linken. [...] Heute leben die meisten Europäer in einer virtuellen Realität. Sie sind nicht mehr imstande, zu unterscheiden, wer gut und wer schlecht regiert. Es gewinnen die Slogans, es geht nicht um Fakten. […] Heute gewinnt, wer Feinde ausmacht und benennt.“

## Schriften (Auswahl)
- Danubio. Storie di una nuova Europa. Pordenone. Studio Tesi 1990.
- La linea dei mirtilli - Storie dentro la storia di un paese che non c'è più. Riuniti, Rom 1993.
- Vento di terra. Istria e Fiume, appunti di viaggio tra i Balcani e il Mediterraneo. OTE, Triest 1994.
- Maschere per un massacro. Riuniti, Rom 1996.
  - Masken für ein Massaker. Der manipulierte Krieg: Spurensuche auf dem Balkan.  Einführung von Claudio Magris. Übersetzung Gesa Schröder; Friederike Hausmann. Kunstmann, München 2000.
- La secessione leggera - Dove nasce la rabbia del profondo Nord. Riuniti, Rom 1997.
- Maschere per un massacro - Quello che non abbiamo voluto sapere della guerra in Jugoslavia. Riuniti, Rom 1996, (Neuauflage mit einem Vorwort bei Feltrinelli 2011), ISBN 978-88-07-88044-5.
- mit Francesco Altan: Tre uomini in bicicletta. Feltrinelli, Mailand 2002, ISBN 978-88-07-84013-5.
- È oriente. Feltrinelli, Mailand 2003, ISBN 978-88-07-88045-2.
- mit Monika Bulaj: Gerusalemme perduta. Frassinelli, Mailand 2006.
- La leggenda dei monti naviganti. Feltrinelli, Mailand 2007, ISBN 978-88-07-88306-4.
- Annibale. Un viaggio. Feltrinelli, Mailand 2008, ISBN 978-88-07-88287-6.
- L'Italia in seconda classe. Feltrinelli, Mailand 2009, ISBN 978-88-07-71102-2.
- La cotogna di Istanbul : ballata per tre uomini e una donna. Feltrinelli, Mailand 2010, ISBN 978-88-07-01820-6.
- Il bene ostinato. Feltrinelli, Mailand 2011, ISBN 978-88-07-88018-6.
- Trans Europa Express. Feltrinelli, Mailand 2012, ISBN 978-88-07-01927-2.
- A piedi. Jugendbuch. Illustrationen Alessandro Baronciani. Feltrinelli, Mailand 2012.
- Morimondo. Feltrinelli, Mailand 2013, ISBN 978-88-07-03042-0.
  - Die Seele des Flusses. Auf dem Po durch ein unbekanntes Italien. Aus dem Ital. von Karin Fleischanderl. Folio Verlag, Wien/Bozen 2018, ISBN 978-3-85256-742-6.
- Come cavalli che dormono in piedi. Feltrinelli, Mailand 2014.
- Il ciclope. Feltrinelli, Mailand 2015.[4]
  - Der Leuchtturm. Aus dem Ital. von Karin Fleischanderl. Folio Verlag, Wien/Bozen 2017, ISBN 978-3-85256-716-7.
- mit Riccardo Carnovalini: Appia. Feltrinelli, Mailand 2016.
  - Via Appia. Auf der Suche nach einer verlorenen Straße. Übersetzung Karin Fleischanderl. Folio Verlag, Wien/Bozen 2019, ISBN 978-3-85256-774-7.
- Il filo infinito. Feltrinelli, Mailand 2019, ISBN 978-88-07-03324-7.
  - Der unendliche Faden. Reise zu den Benediktinern, den Erbauern Europas. Aus dem Ital. von Karin Fleischanderl, Folio Verlag, Wien/Bozen 2020, ISBN 978-3-85256-805-8.
- Il veliero sul tetto. Appunti per una clausura, Collana I Narratori, Milano, Feltrinelli, 2020, ISBN 978-88-070-3410-7
- Canto per Europa
  - Europa. ein Gesang. Aus dem Ital. von Maria E. Brunner, Folio Verlag, Wien 2023, ISBN 978-3-85256-877-5.